# Yelena Vasiliyevna Masyuk
Yelena Vasiliyevna Masyuk (tiếng Nga: Елена Васильевна Масюк) sinh ngày 24 tháng 1 năm 1966 tại Almaty, Cộng hòa Xã hội chủ nghĩa Xô viết Kazakhstan, là một nhà báo truyền hình người Nga nổi tiếng về việc theo dõi đưa tin tức về cuộc chiến tranh Chechnya lần thứ nhất, chiến tranh Chechnya lần thứ hai và vụ bà bị bắt cóc năm 1997.

## Việc làm báo
Masyuk tốt nghiệp khoa báo chí ở Đại học Quốc gia Moskva. Năm 1994, bà bắt đầu làm việc cho đài truyền hình độc lập NTV, theo dõi đưa tin về cuộc chiến tranh Chechnya lần thứ nhất. Bà nói trong bài phóng sự của mình là "bà cố gắng tường thuật câu truyện từ góc độ của người Chechenya để cho họ một cơ hội nói ra quan điểm của họ, cho biết chiến tranh khủng khiếp như thế nào đối với người dân thường và thậm chí cả đối với các binh sĩ Nga". Việc theo dõi đưa tin chiến tranh của bà đã mang lại cho bà và đài truyền hình NTV giải thưởng truyền hình hàng đầu.
Sau Chechenya, Masyuk tiếp tục theo dõi đưa tin về các biến động ở Afghanistan, Kosovo, Pakistan, và Tajikistan. Theo báo The Washington Post thì "tên của bà đồng nghĩa với nghề báo ở nơi đầy hiểm nguy của bà", và đội phóng viên của bà nổi tiếng là "những phóng viên dũng cảm nhất, xông xáo nhất và chuyên nghiệp nhất trên chiến trường". Bà cũng được biết đến vì bà có nhiều mối liên lạc chất lượng cao trong Chechnya.
Năm 2004, Masyuk làm một phim tài liệu 4 phần tên là "Đặc tính của tình hữu nghị", khám phá những nguy hiểm tiềm tàng trong mối quan hệ Nga-Trung từ năm 1991. Tuy có lệnh cấm chiếu từ các chính phủ địa phương, nhưng phim tài liệu này đã được chiếu rộng rãi khắp nước Nga.

## Những vụ liên quan tới pháp luật
Sau bản tường thuật đầu tiên của Masyuk về bạo lực ở Chechnya, phó thủ tướng Oleg Soskovets đã tìm cách thu hồi giấy phép phát sóng của đài NTV để trả đũa. Masyuk bị đe dọa trực tiếp bằng việc khởi tố ra tòa sau cuộc phỏng vấn viên chỉ huy chiến trường người Chechnya Shamil Basayev ngay sau vụ Khủng hoảng con tin tại bệnh viện Budyonnovsk, trong đó Basayev đã thành công trong việc bắt cóc hơn 1.000 con tin thường dân. Phòng chưởng lý chính thức điều tra Masyuk theo Điều 189 Bộ luật hình sự (che giấu một tên tội phạm) và Điều 190 (không báo cáo một tội phạm), nhưng vụ này đã bị bỏ sau khi viên chưởng lý bị buộc phải từ chức vì những cáo buộc tham nhũng không liên quan tới vụ này.
Năm 1996 Vladimir Zhirinovsky, người sáng lập Đảng Dân chủ Tự do của Nga, có khuynh hướng dân tộc mạnh mẽ, đã cáo buộc Masyuk là có tên trên sổ lương của những người ly khai Chechenya. Masyuk đã kiện Zhirinovsky ra tòa về tội vu cáo, và tháng 12 năm 1997, tòa án đã ra lệnh cho ông ta phải xin lỗi công khai và trả 5.000 dollar Mỹ tiền bồi thường thiệt hại cho Masyuk.
Năm 1998, Masyuk bị Bộ Ngoại giao Tajikistan tuyên bố là persona non grata (người không được ưa) sau khi phát các bài tường thuật chỉ trích chính phủ nước này.

## Bị bắt cóc
Đầu năm 1997, Masyuk bị rút khỏi công tác ở Chechenya vì có những vụ đe dọa bà, tuy nhiên, bà đã thuyết phục viên tổng biên tập cho phép bà theo dõi đưa tin một cuộc mít tinh lớn tại thủ đô Grozny của Chechnya và làm một cuộc phỏng vấn viên tư lệnh quân nổi dậy Salman Raduyev. Ngày 10.5.1997, Masyuk, người quay phim Ilya Mordyukov, và kỹ sư âm thanh Dmitri Ulchev khi đang từ Grozny trở lại Ingushetiya thì có sáu người bịt mặt có vũ trang chặn xe của họ lại, và dùng súng đe dọa buộc 3 người này chuyển sang một xe khác, chở khỏi nơi đây.
Họ bị cầm giữ 101 ngày, trong 2 tháng cuối cùng họ bị giữ ởmột hang động trong rừng. Trong thời gian này, tổ chức Ân xá Quốc tế, cũng như Ủy ban bảo vệ các nhà báo đã làm một cuộc vận động đòi trả tự do cho họ. Ngày 18.8.1997, đài truyền hình NTV đã trả 2 triệu dollar Mỹ tiền chuộc, và 3 người này được thả ra.
Sau đó Masyuk bình luận là bà cảm thấy những vụ bắt cóc của quân nổi dậy là ngu xuẩn về mặt chiến thuật vì để lại hình ảnh xấu trước công chúng: "Những người Chechenya đã kiếm được 16 triệu dollar Mỹ về các nhà báo trong năm qua, nhưng họ bị mất nhiều hơn... Họ mất sự tin tưởng của các nhà báo mà họ đã có được trong thời gian chiến tranh." Bà nói thêm rằng kết quả là "một sự phong tỏa thông tin" quanh vùng.

## Giải thưởng và Vinh dự
- Năm 1995 Masyuk được bổ nhiệm làm fellow truyền thông ở Đại học Duke, giảng dạy tại Trung tâm DeWitt Wallace về Truyền tin và Báo chí.[1]
- Năm 1997, bà được trao Giải Tự do Báo chí Quốc tế của Ủy ban bảo vệ các nhà báo.[1]